# London Passenger Transport Board
London Passenger Transport Board (LPTB) var en organisation, der var ansvarlig for den lokale kollektive trafik i London og omegn fra 1933 til 1948. Som med alle andre trafikselskaber i London fra 1933 til 2000 var det offentlige navn og brandet London Transport.

## Historie
LPTB blev dannet gennem London Passenger Transport Act 1933, der trådte i kraft 13. april 1933. Lovforslaget var fremsat af Herbert Morrison, der var Transportminister i Labour-regeringen indtil 1931. Det lykkedes at få rullet behandlingen af lovforslaget videre til det nye parlamentariske samling under den tiltrædende nationalregering med begrundelse i, at lovforslaget var et såkaldt hybridforslag, der var fremsat af staten, men havde direkte indflydelse på private organisationer. Selvom den nye regering hovedsageligt var domineret af de konservative, valgte de at fortsætte med lovforslaget uden nogen markante ændringer, på trods af den omfattende overtagelse af private virksomheder til den offentlige sektor, som lovforlaget indebar.[kilde mangler] 1. juli 1933 blev LPTB til, og det dækkede området "London Passenger Transport Area".

## Bestyrelsen
LPTB bestod af en formand og seks andre medlemmer. Medlemmerne blev valgt i fællesskab af besidderne af fem tillidsposter, som beskrevet i loven:
- Formanden for London County Council;
- En repræsentant fra London and Home Counties Traffic Advisory Committee;
- Formanden for Committee of London Clearing Banks;
- Præsidenten for Law Society; og
- Præsidenten for Institute of Chartered Accountants in England and Wales.

Loven krævede at bestyrelsesmedlemmerne skulle være "personer, der har stor erfaring og har vist dygtighed indenfor transport-, industrielle, kommercielle eller finansielle anliggender eller i varetagelsen af offentlige anliggender og, i tilfælde af to medlemmer, skal være personer, der har haft ikke mindre end seks års erfaring i lokaladministration indenfor London Passenger Transport Area."
Den første formand og næstformand var Lord Ashfield og Frank Pick, der havde haft lignende stillinger hos Underground Group. Bestyrelsesmedlemmerne havde en embedsperiode på mellem tre og syv år og kunne genudnævnes.

### Medlemmer
- Lord Ashfield, 1933-1947[2][3]
- Frank Pick, 1933-1940[2][3]
- Sir John Gilbert (London County Council), 1933-1934[2]
- Sir Edward Holland (Surrey County Council), 1933-1939[2][4][5]
- Patrick Ashley Cooper, direktør i Bank of England, senere Sir Patrick og guvernør for Hudson's Bay Company[2]
- Sir Henry Maybury, anlægsingeniør, formand for London and Home Counties Traffic Advisory Committee, 1933-1943[2]
- John Cliff, sekretær for Transport and General Workers Union, 1933-1947[2]
- Charles Latham, (London County Council) 1935-1947[6][7]
- Colonel Forester Clayton, 1939-1947[8]
- William Charles Henry Whitney (medstifter)[kilde mangler]
- Colonel C G Vickers, 1941-47[9]
- William Neville, 1946-47[9]
- Sir Gilfrid Craig, 1944-46[10]
- Sir Edward Hardy, 1946-47[10]
- Geoffrey Hayworth, 1942-47[11]

Latham og Cliff blev formand og næstformand hos efterfølgeren London Transport Executive i 1947.

## London Passenger Transport Area
London Passenger Transport Area havde en omtrentlig radius på 48 km fra Charing Cross og strakte sig længere ud, end hvad der sidenhen officielt blev grænserne til Greater London, til Baldock mod nord, Brentwood mod øst, Horsham mod syd og High Wycombe mod vest.
| London Passenger Transport Area 1933-1947 | |
|                                           | London Passenger Transport Area er skitseret i rød, med LPTB's "specielområde", hvori de havde monopol på lokal kollektiv trafik ad vej, vist med en stiplet sort streg. Den daværende politikredsgrænse af Metropolitan Police Service er vist med en stiplet blå streg, og County of London er markeret i grå. De veje, som LPTB måtte betjene udenfor sit område, er vist med stiplede røde streger. Indenfor specielområdet behøvede ruterne, LPTB opererede, ikke en særlig licens, og ingen person eller virksomhed måtte etablere en rute på offentlig vej uden en skriftlig tilladelse fra LPTB. I London Passenger Transport Area udenfor specielområdet måtte LPTB optage licens for at operere sine ruter. |

## Ansvarsområder
Gennem lovgivningen overtog LPTB de følgende anliggender:

### Jernbaner
- Underground Electric Railways Company of London, der kontrollerede:
  - London Electric Railway, bestyrerselskabet af:
    - Bakerloo line
    - Piccadilly line
    - Hampstead & Highgate line (nu Northern lines Charing Cross-, Edgware- og High Barnet-grene)

  - City and South London Railway (nu Northern lines Bank- og Morden-grene)
  - Central London Railway
  - District Railway
- Metropolitan Railway, der kontrollerede:
  - Great Northern & City Railway

### Sporveje
- London County Council Tramways (269 km rute, inklusive spor ejet af Borough of Leyton og City of London og 1.713 sporvogne)
- Middlesex County Council (68,6 km rute, leaset til Metropolitan Electric Tramways)
- Hertfordshire County Council (34,6 km rute, leaset til Metropolitan Electric Tramways)
- City of London (0,4 km rute, opereret af London County Council)
- Barking Corporation (opereret af Ilford Corporation, London County Council og East Ham Corporation siden 1929) (2,9 km rute)
- Bexley og Dartford Urban District Councils (fælles foretagende siden 1921) (16,6 km rute og 33 sporvogne)
- Croydon Corporation Tramways (14,9 km rute og 55 sporvogne)
- East Ham Corporation Tramways (13,4 km rute og 56 sporvogne)
- Erith Urban District Council Tramways (6,4 km)
- Ilford Urban District Council Tramways (11,5 km rute og 40 sporvogne)
- Leyton Corporation Tramways (opereret af London County Council siden 1921) (14,5 km rute)
- Walthamstow Urban District Council Light Railways (14,4 km rute og 62 sporvogne)
- West Ham Corporation Tramways Corporation (26,2 km rute og 134 sporvogne)
- London United Tramways (46,8 km rute, 150 sporvogne og 61 trolleybusser)
- Metropolitan Electric Tramways (86,1 km rute, hvoraf 15,1 km var ejet af selskabet, 74,4 km leaset fra Middlesex County Council og 34,6 km fra Hertfordshire County Council, samt 316 sporvogne)
- South Metropolitan Electric Tramways (21,1 km rute og 52 sporvogne)[13]

### Busser og rutebiler
- London General, London General Country Services, Overground, Tilling & British Automobile Traction, Green Line Coaches

## Videre historie
LPTB var bemyndiget til at indgå koordineringsaftaler med fjerntogsjernbaneselskaberne angående deres forstadsruter.
92 transportforetagender inkl. datterselskaber, med en samlet kapital på ca. £120 millioner, kom ind under LPTB. Bybusser, trolleybusser, undergrundstog og sporvogne blev malet rød ("Underground Red" eller "London General Red"), mens rutebiler og busser på landet blev malet grøn, med rutebilerne brandet "Green Line Coaches". "UNDERGROUND"-branding, der allerede var i brug på det meste af de dybtliggende "tube"-baner, blev udvidet til alle baner og stationer. Navnet siges at være opfundet af Albert Stanley, 1. Baron Ashfield i 1908, da han var administrerende direktør for Underground Group.
LPTB igangsatte et £35 millioner kapitalinvesteringsprogram, der udvidede trafikken og ombyggede mange eksisterende aktiver, de fleste under paraplyen "New Works Programme" fra 1935 til 1940. Selvom kun ca. £21 millioner af kapitalen blev brugt før 2. verdenskrig, medførte det forlængelser til Central, Bakerloo, Northern og Metropolitan lines, nye tog og vedligeholdelsesdepoter, omfattende ombygninger af mange centralt beliggende stationer (så som Aldgate East), og udskiftning af størstedelen af sporvognsnetværket til, hvad der skulle blive et af verdens største trolleybussystemer. I løbet af denne periode blev to ikoner for London Transport set for første gang: 1938-tubetog og RT-bussen. Selvom programmet blev nedskåret og forsinket af 2. verdenskrigs udbrud, leverede det også nogle nøgleelementer af de nuværende overjordiske dele af Underground-systemet. Den mest dybdegående ændring, der blev gennemført af bestyrelsen gennem programmet, var gennem overgangen fra sporvejs- til trolleybusdrift som tidligere omtalt. I 1933 opererede LPTB 526 rutekilometer sporveje og 29 rutekilometer med trolleybuses. I 1948 var disse summer hhv. 164 og 410 kilometer. Sporvognene forsvandt endegyldigt i 1952, og dette blev mødt med beklagelser blandt dele af personalet og befolkningen, men med henblik på brugerpåvirkning var dette formentlig den mest synlige og dramatiske ændring i perioden.
LPTB fortsatte med at udvikle selskabsidentiteten, design og reklamer, der var iværksat af Underground Group. Dette omfattede stationer designet af Charles Holden, busgarager af arkitekter som Wallis, Gilbert & Partners, og flere beskedne konstruktioner så som busstoppesteder og læskure. Plakaterne og markedsføring fra LPTB var ofte i eksemplarisk kvalitet og er stadig meget eftertragtede.
LPTB blev i 1948 erstattet af London Transport Executive gennem Transport Act 1947. De blev reelt nationaliseret, men med betydelig selvbestemmelse. LPTB fortsatte med at eksistere som en juridisk enhed indtil likvidation 23. december 1949.